# ツノナシオキアミ
ツノナシオキアミ（英語: North Pacific krill, 学名: Euphausia pacifica）は北太平洋に生息しているオキアミの1種。
日本において、本種はツノナシオキアミあるいはイサダと呼ばれる。駿河湾以北に生息し、日本海全域およびオホーツク海南西部で見られる。ツノナシオキアミは犬吠埼以北で漁獲される。政府によって日本沿岸での漁獲量は年間70,000 t 以内に制限されている。より小規模ではあるが、カナダ・ブリティッシュコロンビア州でも漁獲される。
ツノナシオキアミはマダラ、スケトウダラ、マサバ、イカナゴ類、シロガネダラ、ニシン、ツノザメ、ギンダラ、タイヘイヨウオヒョウ、マスノスケやギンザケなど様々な魚類にとって主要な餌となる。

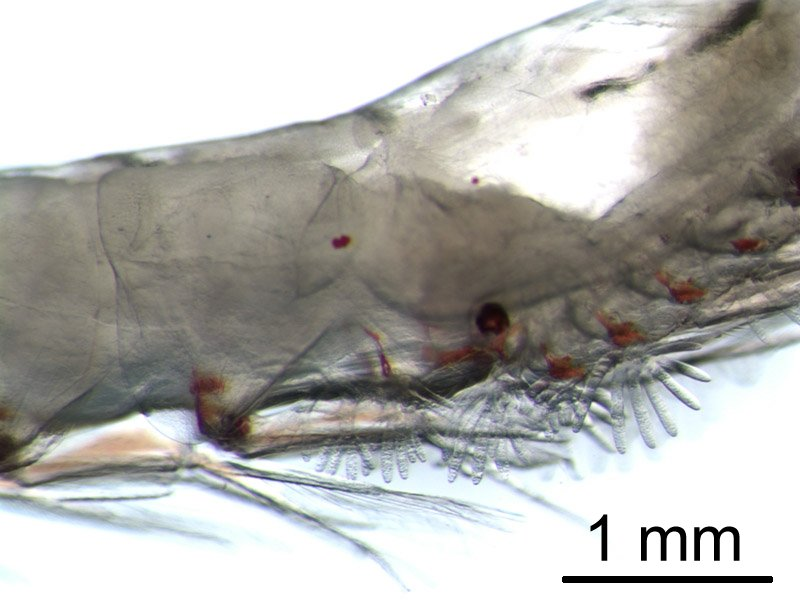
鰓

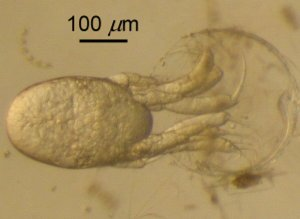
卵から孵化するツノナシオキアミのノープリウス幼生